# Plan Madagascar

Localisation de l’île, le long de la côte sud-est de l’Afrique.

Le plan Madagascar (« Madagaskar Projekt » ou « Madagaskarplan ») était un projet du Troisième Reich visant à déporter quatre millions de Juifs d'Allemagne, de ses pays alliés et de ses territoires conquis, à Madagascar, alors colonie française. Ce plan ne fut jamais appliqué.

## Mise en place du plan

### Une idée franco-polonaise
L'idée de déplacer les populations juives hors d'Europe avait d'abord été évoquée en Pologne en 1936, comme en France par le ministre Marius Moutet en 1937. Ce dernier proposait alors de mettre les Juifs à l’abri dans un contexte de montée de la violence nazie.
Une commission fut formée par le gouvernement polonais, du nom de son président : la Commission Lepecki. Il y eut même un voyage sur place. Jozef Beck, ministre des Affaires étrangères polonais, en discuta avec son homologue allemand, Joachim von Ribbentrop, mais la guerre mit un terme provisoire au projet commun.

### Une idée revue par les Nazis
Évoqué en Allemagne depuis 1938 dans des discussions de responsables tels que Julius Streicher, Hermann Göring, ou Joachim von Ribbentrop, ce plan n'est ainsi réellement envisagé qu'à partir de mai 1940, sous l'impulsion d'Heinrich Himmler.

Plan alors imaginé.

En effet, la défaite de la France étant quasiment entérinée, se pose alors la question d'un passage sous contrôle direct allemand de certaines de ses colonies. D'autant plus que dans l'esprit du commandement nazi, il est aussi acquis que le Royaume-Uni capitulera rapidement sous les bombardements de la Luftwaffe, et donc que les voies maritimes seront, après un accord de cessez-le-feu, libres des attaques de la flotte britannique.
Le 3 juin 1940, Franz Rademacher, membre du ministère des Affaires étrangères de Ribbentrop chargé des affaires juives, présente un mémorandum à ce sujet à son supérieur Martin Luther. Son plan détaillait les mécanismes d'évacuation des Juifs d'Europe et prévoyait de garder les Juifs d'Europe de l’Est à Lublin (Pologne) et de déplacer tous les Juifs de l'Ouest hors d'Europe, à Madagascar par exemple.
Luther communique le plan à Ribbentrop qui le communique lui-même à Adolf Hitler. Le 18 juin 1940, en référence à la défaite et l'avenir de la France, Hitler et Ribbentrop s'entretiennent de ce plan avec Benito Mussolini. Hitler en discute les jours suivants avec le Großadmiral Erich Raeder. Informé en juin 1940 du projet, Reinhard Heydrich souhaite être largement impliqué. Il écrit donc le 24 juin 1940 à Ribbentrop dans ce sens. Ribbentrop acquiesce et informe Rademacher qu'il a donné son accord de principe à la préparation d'un plan d'expulsion des Juifs d'Europe qui doit se faire en étroite coopération avec les services du RSHA.
Début juillet 1940, Rademacher déclare dans ses rapports : « La victoire imminente donne à l'Allemagne la possibilité et le devoir de résoudre la question juive en Europe. La solution souhaitable est : tous les Juifs hors d'Europe. La solution Madagascar signifie la création d'un immense ghetto. Seule la police de sécurité possède l'expérience nécessaire dans ce domaine ». Pas d'administration coloniale mais un régime d'autonomie avec à sa tête un gouverneur SS. De plus, cela nécessiterait la création d'une banque européenne chargée de liquider les biens juifs en Europe ainsi que d'être le filtre obligatoire entre les Juifs et le reste du monde pour annihiler toute leur influence économique en Allemagne, car toute transaction commerciale avec eux sera interdite.
Le 15 août 1940, Adolf Eichmann et Theodor Dannecker produisent un dossier imprimé intitulé Reichssicherheitshauptamt: Madagaskar Projekt qui prévoit la déportation vers Madagascar d'un million de Juifs par an sur quatre ans et sous le contrôle total du RSHA. Le plan prévoit la spoliation des Juifs afin de financer la logistique. Les Juifs vivront dans des camps construits à cet effet. Fin août, Rademacher réplique en produisant un rapport sur le principe d'un large partage des tâches entre le ministère des Affaires étrangères et le RSHA. Le deuxième point prévoit que la SS aura à sa charge le ramassage des Juifs d'Europe et l'administration de l'île-ghetto. À cet effet, 120 navires pourraient transporter vers Madagascar un million de Juifs chaque année.

## Abandon
Le 30 août 1940, Rademacher s'entretient avec Ribbentrop pour qu'il réunisse des experts afin de finaliser le plan, mais celui-ci ne répondra jamais à sa demande, tout comme le dossier d'Eichmann ne sera jamais validé par Heydrich. La cause de ces refus et de l'abandon du plan est tout simplement la résistance du Royaume-Uni. L'échec du Reich à obtenir la capitulation rapide des Britanniques met fin à tout espoir de maîtrise suffisante de l'espace maritime.
Le plan Madagascar sera définitivement abandonné en décembre. En janvier 1941, Göring et Himmler mettent au point le plan Heydrich, qui doit permettre l’établissement d’un nouveau territoire au sein de l’Union soviétique, une fois la guerre remportée contre cette dernière. L’enlisement du conflit à l'Est ne le permettra pas et l'expulsion des Juifs vers la Pologne continuera, aboutissant à la Solution finale.
Le 7 mars 1942, Joseph Goebbels faisait encore état, dans son journal, d'un projet d'attribuer aux Juifs, après la guerre, une île comme Madagascar : « Je lis un mémorandum détaillé du SD et de la police sur la solution finale de la question juive. […] Il reste encore onze millions de Juifs en Europe. Ils devront ultérieurement être concentrés dans un premier temps à l'Est ; on pourra éventuellement leur attribuer une île après la guerre, comme Madagascar ». L'historien Christopher Browning conjecture que Goebbels, qui n'avait pas été convié à assister à la conférence de Wannsee et ne reçut ensuite qu'une version expurgée du procès-verbal de cette conférence, procès-verbal dont l'exemplaire découvert par Robert Kempner (accusateur au procès de Nuremberg) ne comporte aucune mention de Madagascar, mais un passage que les historiens considèrent comme désignant à mots couverts l'extermination des Juifs.